# Скользящая симметрия

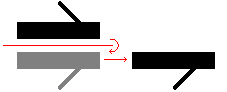

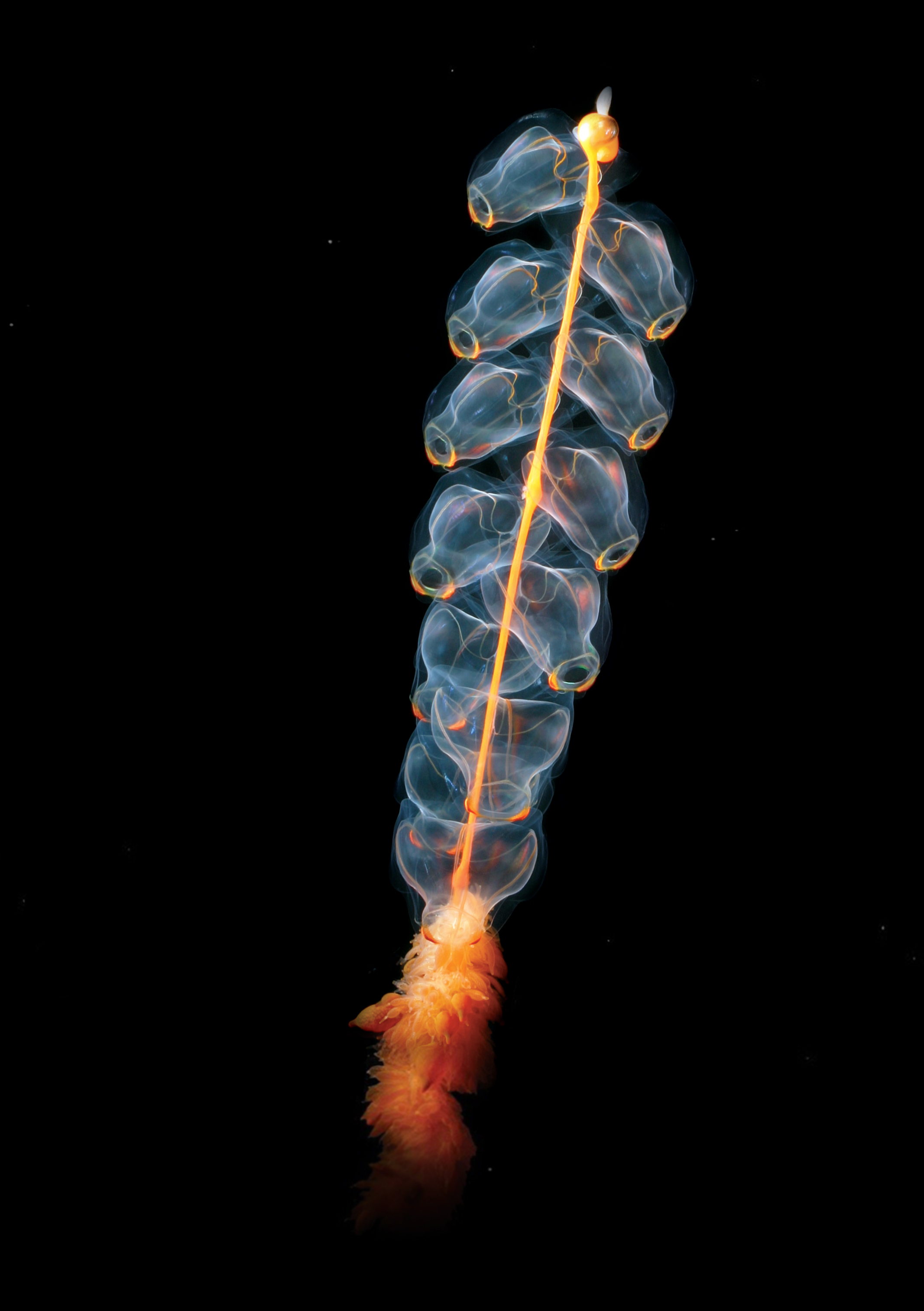
Сифонофора Marrus orthocanna может собираться в колонию со скользящей симметрией

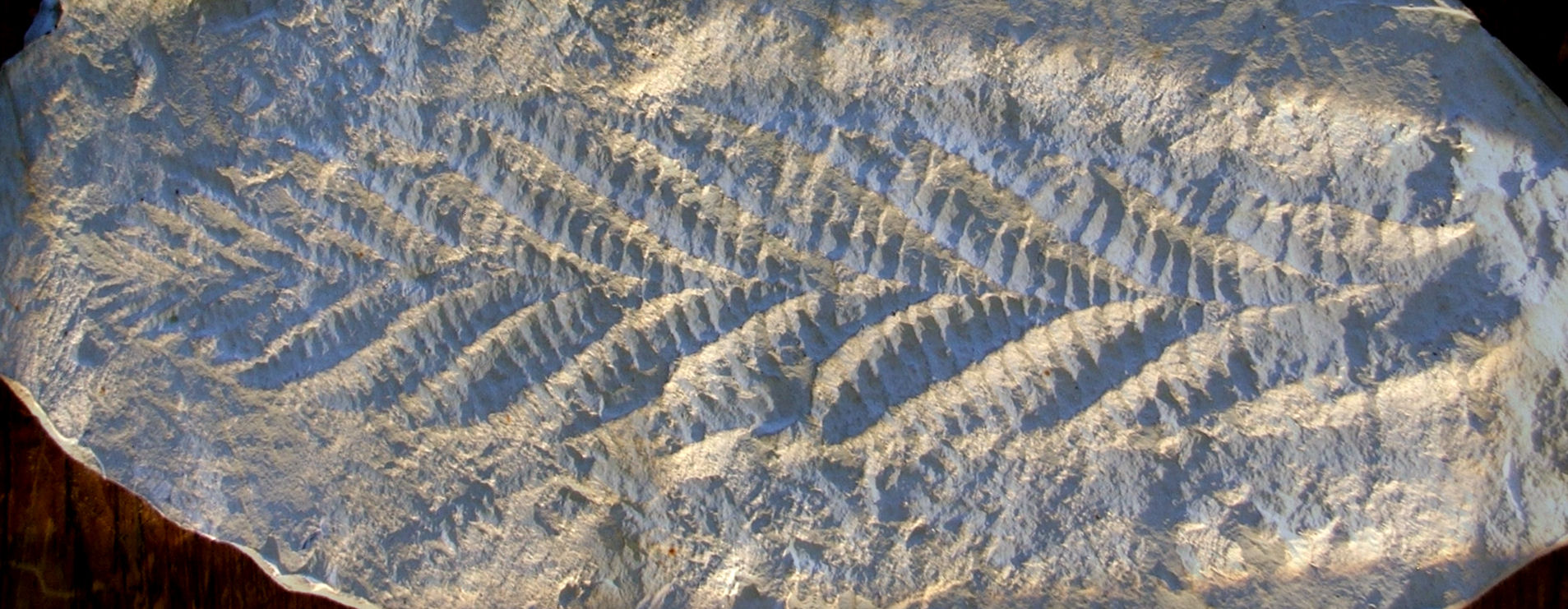
Чарния

Скользящая симметрия — изометрия евклидовой плоскости.
Скользящей симметрией называют композицию осевой симметрии относительно некоторой прямой {\displaystyle l} и переноса на вектор, параллельный {\displaystyle l} (этот вектор может быть и нулевым).
Скользящую симметрию можно представить в виде композиции 3 осевых симметрий (теорема Шаля).